# Chronique d'Ipatiev
Pour les articles homonymes, voir Ipatiev.
La Chronique d'Ipatiev, connue aussi sous le nom de Chronique hypatienne ou Codex d'Ipatiev (biélorusse : Іпацьеўскі летапіс ; russe : Ипатьевская летопись ; ukrainien : Іпатіївський літопис, Іпатський літопис, Літопис руський за Іпатським списком) est un recueil de trois chroniques : la Chronique des temps passés, la Chronique de Kiev, et la Chronique volhyno-galicienne C'est l'une des sources les plus importantes sur l'histoire du sud de la Rus' et des peuples des territoires formant aujourd'hui la Moldavie et l'Ukraine.
La chronique d'Ipatiev a été redécouverte à Kiev en 1617 : une copie en a été faite en 1621 par les moines de la Laure des Grottes de Kiev, puis l'original fut à nouveau perdu, jusqu'à ce que l'historien russe Nikolaï Karamzine le retrouve pour la seconde fois au XVIIIe siècle, à la bibliothèque du monastère Ipatiev de Kostroma.
Le codex est le deuxième plus ancien des manuscrits de la Chronique des temps passés, après le Codex laurentien (en). Il remonte à 1425, mais reprend une bonne partie des informations précieuses des chroniques galiciennes, perdues, des XIIe et XIIIe siècles. Il a peut-être été compilé à la fin du XIIIe siècle.
Depuis 1810, la chronique est conservée à la Bibliothèque nationale russe à Saint-Pétersbourg. Elle est écrite en vieux-slave avec beaucoup de slavismes de l'Est.